# Lori Grimes
Lori Grimes é uma personagem fictícia da série de quadrinhos The Walking Dead que foi retratada por Sarah Wayne Callies na série de televisão norte-americana de mesmo nome. Criada pelo escritor Robert Kirkman e pelo artista Tony Moore, a personagem fez sua estreia na Edição #2 em 2003. Em ambas as formas de mídia, ela é a esposa do protagonista Rick Grimes e mãe de Carl e Judith. A personagem escapa do apocalipse zumbi com Carl e o amigo de Rick, Shane Walsh. Acreditando que seu marido está morto, ela começa um relacionamento com Shane.

## Biografia

### Quadrinhos
Lori era originalmente da cidade de Atlanta, onde morou com seus pais antes de se mudar para Cynthiana, Kentucky. Um dia Lori recebeu a trágica notícia de que Rick havia se ferido em serviço e entrado em coma. Em pouco tempo, todo o caos zumbi aconteceu e então Lori deixou a cidade com seu filho e Shane Walsh, e foi para Atlanta tentar se refugiar com seus pais.
Emocionalmente devastada por ter deixado o marido no hospital e depois de descobrir que Atlanta não era mais segura, Lori começou a ficar deprimida e a se apoiar em Shane, e isso finalmente terminou em uma noite apaixonada de sexo entre eles na beira da estrada principal. Logo após o caso de uma noite, Lori começou a se sentir culpada por trair a memória do marido e se arrependeu profundamente do que tinha feito. Lori, Shane e Carl se refugiaram em um acampamento nos arredores da cidade com outras famílias que também haviam viajado para Atlanta e foi lá que a mulher se reencontrou milagrosamente com seu marido. Após o reencontro, Lori agiu como se nada tivesse acontecido entre ela e Shane. Lori testemunhou uma luta feroz entre Shane e Rick, e então a mulher saiu para defender seu marido e arranhou Shane com força no rosto e ordenou que ele ficasse longe de sua família. Esta foi a gota d'água na mente distorcida de Shane e foi o que levou o homem à morte.
Após a morte de Shane, Lori começou a se comportar de forma estranha. Lori percebeu que estava grávida depois daquela noite de paixão e a culpa a consumia por dentro. Não demorou muito para que ela revelasse sua condição ao marido. Lori enfrenta problemas típicos de gravidez, como enjoos matinais e alterações de humor durante os primeiros meses de seu mandato. Ela e todos os outros encontram relativa estabilidade em uma prisão abandonada, com chuveiros quentes, suprimentos e segurança. Enquanto na prisão, ela também começa a aprofundar seu vínculo com a outra sobrevivente Carol. Lori freqüentemente se preocupa com o bem-estar de sua família e do resto do grupo. Depois de dar à luz uma menina que Rick e ela chamam de Judith, ela permanece extremamente protetora com ela.
Durante os estágios finais do ataque à prisão liderado pelo O Governador, Lilly atira em Lori nas costas com uma espingarda, e ela cai segurando Judith, esmagando-a. A morte de Lori deixa Rick e Carl emocionalmente abalados. Rick sofre de alucinações aterrorizantes, tanto visuais quanto auditivas, a certa altura, até mesmo usando um telefone para ter o que acredita serem conversas reais com sua falecida esposa.

### Série de TV

#### Primeira Temporada
Depois que Rick é ferido no cumprimento do dever e ficou em coma, durante o surto, Lori, acreditando que ele estivesse morto, é acompanhado pelo melhor amigo de Rick, Shane, para Atlanta. Eles fazem amizades com Carol e sua família, enquanto estavam na estrada, e mais tarde os dois grupos se contentam com outros sobreviventes, nos arredores de Atlanta perto de uma pedreira abandonada. Lori, depois de ter sido convencida da morte de Rick, testemunhando a bomba militar em Atlanta, eventualmente sucumbe ao seu estado perturbado e embarca em uma relação passional sexual com Shane. Ela fica aliviada quando Rick retorna com seu grupo vivo, enquanto ao mesmo tempo arruinada pela culpa sobre seu caso inadvertido. Ela amargamente termina seu relacionamento com Shane, levando a confrontos difíceis entre os dois. Quando o grupo deixa o acampamento e brevemente gasta tempo no CDC, ela é quase estuprada pelo Shane, que estava deprimido e bêbado.

Lori Grimes interpretada por Sarah Wayne Callies na série de televisão.

#### Segunda Temporada
Na segunda temporada, Lori está disposta a olhar o passado de Shane e suas ações anteriores, no entanto ela continua a refutar qualquer ideia de que o relacionamento deles era genuíno. Dias depois de chegar a fazenda de Hershel Greene, Lori descobre com consternação que ela está grávida. Depois de aceitar a situação, Lori confessa a gravidez à Rick, ambos os quais ele relutantemente aceita, apesar de os dois sabendo que o bebê pode ser de Shane. Ela é logo confrontada por Shane sobre Rick revelar esses detalhes para ele. Ela inicialmente tenta desconsiderar essa possibilidade, porém mais tarde acha fútil e admite que ela nunca vai saber. Ela ainda firmemente deixa claro que, mesmo que seja de Shane, que vai ser criada por ela e Rick. Após a morte de Dale Horvath, ela se desculpa com Shane sobre tudo desde o retorno de Rick. O grupo é forçado a afastar-se da fazenda e para a estrada depois de uma horda sobe na propriedade. Lori fica profundamente perturbada por Rick ter matado Shane, bem como o fato de que Carl ter atirado em Shane quando ele virou um zumbi.

#### Terceira Temporada
Quando a terceira temporada começa, Rick e Carl ficaram distante dela. Ela tornou-se paranoica com o bebê, contemplando uma série de resultados negativos que incluem a morte de um ou de ambos. O grupo encontra uma prisão aparentemente segura, e mais tarde, devido a complicações durante o parto, ela finalmente dá à luz por cesariana com a ajuda de Maggie, durante um ataque de zumbis na prisão. Isso faz com que ela desmaie e morra de choque. Carl, que estava presente durante a operação, atira para evitar a re-animação.
Após conter o ataque, Rick entra na sala da caldeira, onde Lori deu à luz, e seu cadáver não está ali, e sugere-se que ele foi comido por um andador único com um estômago dilatado, embora não haja restos de esqueletos. Rick está prestes a abrir a barriga inchada do andarilho morto para ver os restos de sua esposa, mas em vez disso dá repetidamente facadas na barriga em uma raiva. No episódio 6, quando Rick acredita que ele está recebendo telefonemas de pessoas que podem ajudar o seu grupo sobreviver, só para depois ouvir as vozes das pessoas que ele perdeu durante a sua luta pela sobrevivência, a voz de Lori ser o último que ele ouve. Mais tarde, após resgatar Glenn Rhee e Maggie Greene de uma cidade chamada Woodbury, Rick tem uma visão de Lori na hora de decidir o destino para o grupo de Tyreese. Rick ataca a visão e dá ordens para sair, enquanto o resto do grupo acreditam que Rick está mandando grupo de Tyreese sair, deixando todos com medo. Rick vê Lori primeiro pelo túmulo improvisado, em seguida, na ponte do lado de fora da prisão. Rick diz a Hershel que ele sabe que Lori não está lá, mas ele acredita que vê-la é um sinal de algo. Mais tarde, Rick vê Lori em pé na passarela da prisão quando ele procura fio para amarrar Michonne. Rick tenta se convencer de que Lori não está realmente lá, embora Lori não desaparece quando ele olha de volta. Dias depois, Lori mais uma vez parece Rick na passarela da prisão quando o grupo faz sua partida, devido ao iminente ataque pelo grupo de Woodbury. Depois de Rick, Daryl, e Michonne retornarem à prisão com Karen, Tyresse, Sasha, e os outros cidadãos de Woodbury, Rick olha de volta para a passarela e percebe que a visão de Lori não está mais lá.

## Desenvolvimento

### Escolha para o elenco
Lori Grimes é retratada por Sarah Wayne Callies, que estava no elenco da série, em abril de 2010. Nos quadrinhos, Kirkman resolveu o triângulo amoroso entre Lori, Shane e Rick muito rapidamente, mas no programa de TV, ele decidiu passar mais tempo explorando essa relação.
Callies era a favor da morte de Lori na prisão, assim como o personagem cômico. Em uma entrevista, ela afirmou: "Argumentei que era necessário matar Lori e sinto fortemente que, para todos os outros desvios que podemos ter dos quadrinhos, matar Lori faz uma mudança em Rick que é vital para a história e não pode ser feito de outra maneira".

## Recepção

### Critica profissional

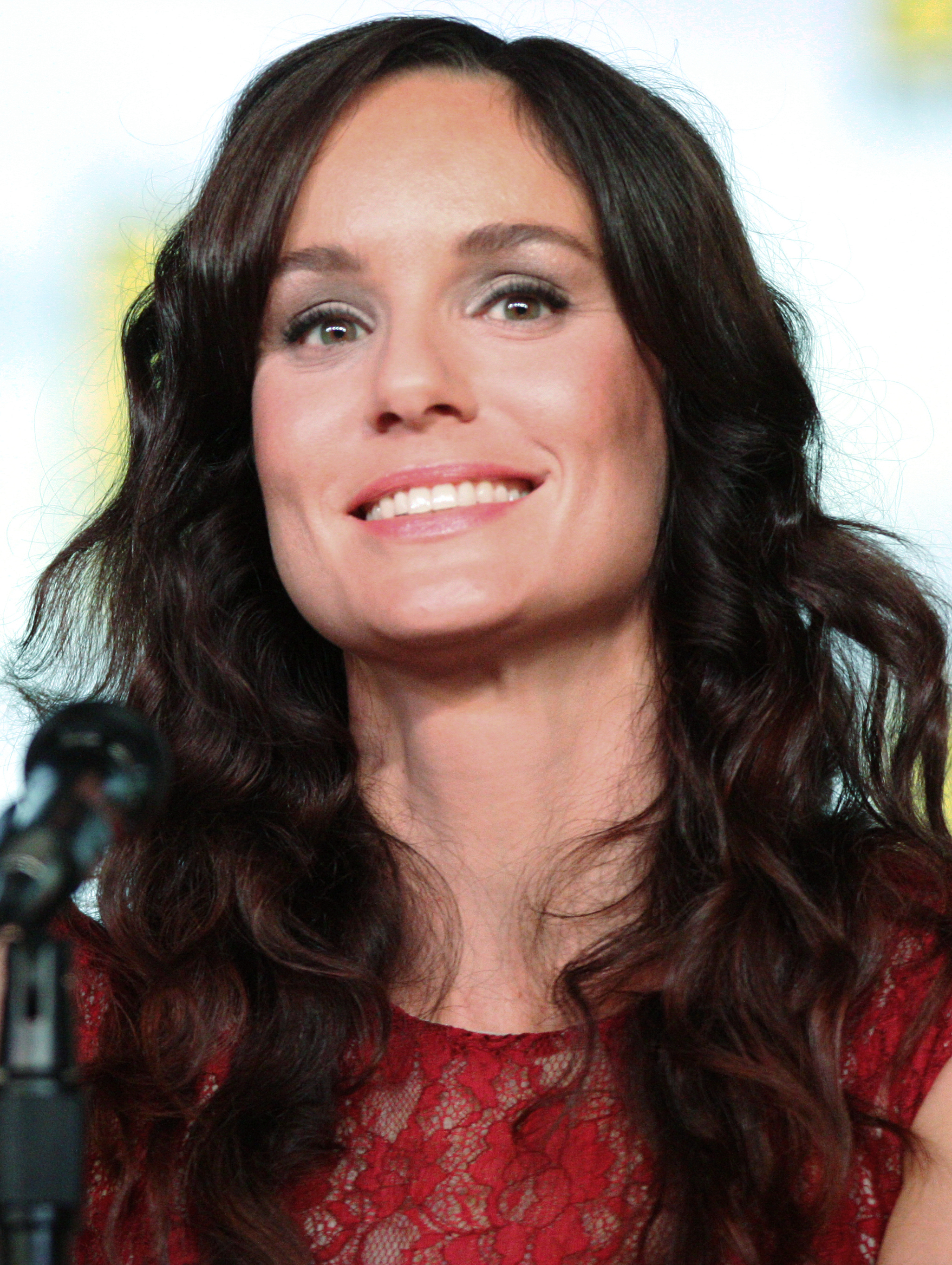
Sarah Wayne Callies interpretou Lori Grimes da primeira temporada à terceira temporada.

Em relação à adaptação para a televisão da personagem, Lori recebeu críticas geralmente negativas, com o desempenho de Sarah Wayne Callies recebendo uma resposta mista dos críticos. A crítica polarizou-se com a reação dos personagens ao fato de Lori optar por um aborto no episódio "Secrets". Escrevendo para The A.V. Club, Zack Handlen criticou os pontos de vista opostos da personagem sobre o assunto e afirmou que seu raciocínio era inválido. Handlen escreveu. "Eu nem tenho certeza se seria possível para ela abortar a gravidez neste momento, mas o programa está trabalhando na suposição de que ter um filho em um mundo onde a morte literalmente espreita em cada esquina é um bem inequívoco. A única pessoa quem tem sido anti-gravidez é Lori, e o programa não conseguiu colocá-la em uma luz muito boa, então não é como se seus argumentos tivessem muita água - o que também é ridículo, porque no final das contas, sua opinião é a única que importa." O escritor do HitFix, Alan Sepinwall, refletiu pensamentos semelhantes e afirmou que os argumentos de Rick contra as tentativas de Lori eram obsoletos. O triângulo amoroso envolvendo Lori, Rick e Shane, no entanto, foi elogiado. Meslow sentiu que as interações entre Lori e Rick possuíam "tanta crueza e honestidade quanto se poderia esperar".
Os comentaristas criticaram o desenvolvimento da personagem Lori Grimes no episódio "Nebraska". Eric Goldman da IGN ficou furioso ao ver a sequência do acidente, confessando que atrapalhou qualquer desenvolvimento pretendido para a cena. Ele afirmou: "The Walking Dead realmente precisa trabalhar no fortalecimento de suas personagens femininas, e não ajuda quando Lori sofre um grande acidente por um motivo tão estúpido, se distraindo enquanto olhava para um mapa enquanto dirigia. Sim, sim, havia um zumbi na estrada, mas poderia ter sido um animal [...] com a mesma facilidade, e isso realmente minou o drama pretendido de sua situação, quando parece tão estúpido que isso aconteceu." Zack Handlen para The AV Club pensou que a base criada para promover a progressão do enredo foi planejada, enquanto Aaron Rutkoff do The Wall Street Journal disse que a premissa do dilema não fazia sentido.
Os críticos ficaram divididos sobre a interação entre Rick e Lori depois que ela descobriu que Shane havia morrido. Os comentaristas criticaram o desempenho de Sarah Wayne Callies. Embora Maureen Ryan do The Huffington Post tenha reagido positivamente ao desempenho de Lincoln, ela afirmou que a natureza contraditória de Lori quase arruinou a cena. Da mesma forma, Starlee Kine de Nova York criticou as expressões faciais de Callies durante a sequência. Josh Jackson, que escreve para Paste, escreveu: "Se isso foi um desafio dos escritores, Sarah Wayne Callies deve sentir que estão apenas brincando com ela neste momento. Sua personagem, Lori, basicamente diz a Rick que Shane precisa ser abatido e, em seguida, tratá-lo como um monstro quando for forçado a seguir em frente".